# Mario Scheiber

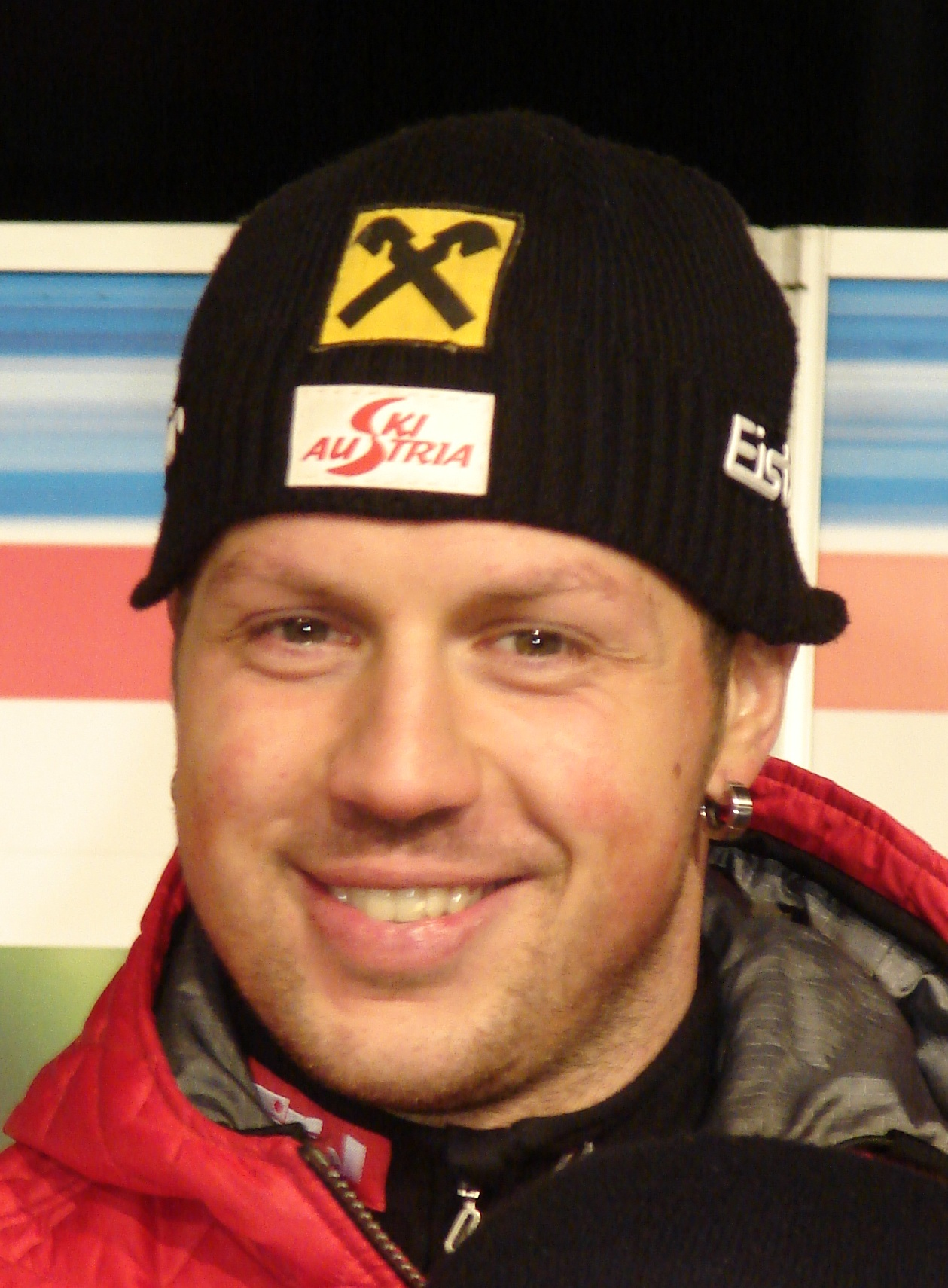
Mario Scheiber.

Mario Scheiber nació el 6 de marzo de 1983 en Sankt Jakob in Defereggen (Austria), es un esquiador que tiene 13 podiums en la Copa del Mundo de Esquí Alpino.

## Resultados

### Juegos Olímpicos de Invierno
- 2010 en Vancouver, Canadá
  - Descenso: 4.º
  - Super Gigante: 20.º

### Campeonatos Mundiales
- 2007 en Åre, Suecia
  - Descenso: 8.º
  - Super Gigante: 11.º

### Copa del Mundo

#### Clasificación general Copa del Mundo
- 2004-2005: 16.º
- 2006-2007: 9.º
- 2007-2008: 21.º
- 2008-2009: 91.º
- 2009-2010: 15.º
- 2010-2011: 31.º
- 2011-2012: 89.º

#### Clasificación por disciplinas (Top-10)
- 2004-2005:
  - Descenso: 8.º
  - Super Gigante: 9.º
- 2006-2007:
  - Super Gigante: 4.º
  - Descenso: 9.º
- 2007-2008:
  - Super Gigante: 9.º
- 2009-2010:
  - Descenso: 5.º
  - Super Gigante: 5.º